# Мирддин Виллт
Мирддин Виллт (валл. Myrddin Wyllt [ˈmərðɪn ˈwɨɬt]; ок. 540 — не ранее 603) — легендарный валлийский предсказатель. Один из возможных прототипов образа Мерлина в цикле Артуровских легенд. В хрониках называется принцем из потомков Коэля Старого, родственником короля Регеда Уриена.

## Исторический Мирддин Виллт
Мирддин Виллт — реально существовавшее лицо, жившее в конце VI века, родился ок. 540 г., был сыном Мэдога Морфрина (Madog Morvryn), имел сестру-близнеца по имени Гвендидд, был известен и под именем Лайлокен. В кельтском тексте «Cyfoesi Myrddin a Gwenddydd ei Chwaer» («Беседа Мирддина и Гвенддидд, его сестры») сестра называет Мирддина Llallawg и уменьшительно Llallogan.
 Форму имени Лалойкен производят от староваллийского (валл. Luailach) — подвижный, вертлявый.
Традиционно происхождение имени Мирддин связывают с Moridunon, однако реконструкция раннекельтского языка позволяет вывести имя из *merV- (сумасшедший) or *mero- (безумный) and *godonyo- (человек [откуда совр. валл. dyn (человек, мужчина)]). Таким образом, «Мирддин» можно трактовать как «безумец».
Согласно «Шотландской хронике» Боуэра, Мирддин Виллт сошёл с ума после битвы при Арвдерридде (Артурете) между христианским правителем Ридерхом Щедрым (Ридерх из Алт Клуита) и языческим королём одного из бриттских королевств Гвенддолеу ап Кейдио в 573 году. Он бежал в лес, где обрёл дар предвидения. Он предсказал свою смерть, как «сбит с ног, удар, утопление». Это произошло, когда группа пастухов, насмехавшаяся над ним, загнала его на берег реки, где Мирддин Виллт случайно напоролся на деревянный кол, забытый рыбаком, и, потеряв сознание, упал головой в воду и захлебнулся. Похоронен Мирддин Виллт на берегу реки Твидд в деревне Друммелльер (Drumelzier) близ города Селкёрк. До настоящего времени могила не сохранилась.

## В хрониках
Под именем Лалойцен (Laloicen) Мирддин упоминается в «Анналах Стратклайда» в связи со смертью святого Кентигерна в записи за 601 г. В отличие от поэмы «Лайлокен и Кентигерн», в хронике бард пережил епископа и обитал не в лесу, а при дворе короля Ридериха в роли шута. Король обеспечивал Лайлокена всем необходимым. После смерти Кентигерна Лайллокен был безутешен, на вопрос о причине столь глубокого горя он ответил, что после смерти епископа вскоре последует смерть короля Ридериха и вельможи Мортека. Действительно, оба умерли до конца года и были похоронены в Глазго. Житие святого Кентингерна почти дословно повторяет информацию «Анналов Стратклайда», разбавляя нравоучительными размышлениями.

## В литературе
В средневековой валлийской поэме (ранее XII века) Мирддин Виллт предстаёт несчастным сумасшедшим, влачащим жалкое существование в Каледонском лесу. Он размышляет о своем бедствии — гибели его повелителя короля Гвенддолеу ап Седио, при котором он служил бардом. Поэма содержит намёк на битву при Артурете, в которой Ридерх Алт Клуитский сломил войска Гвенддолея, после чего Мирддин и сошёл с ума.
Рукопись конца XV века, озаглавленная «Лайлокен и Кентигерн», содержит изложение событий августа 584 г., произошедших после того, как Мирддин завершил запись пророчеств в июле. Святой Кентигерн в пустынном месте встречает голого обросшего безумца, который называется Лайлокен, хотя упоминается, что некоторые его называют Мерлинум или Мерлин. Сумасшедший говорит, что он наказан за грехи жить среди зверей, и добавляет, что он виноват в гибели павших в битве на равнине между Лидделом и Карванноком. После этого безумец скрывается в лесу. Он ещё несколько раз встречается со святым и наконец просит его о причастии, предсказывая, что ему суждено умереть тройной смертью. Святой после колебаний соглашается. В тот же день пастухи короля Мелдреда убивают безумца.

## У Гальфрида Монмутского
Современный образ Мерлина восходит к «Пророчествам Мерлина» Гальфрида Монмутского, в которую включено большое число пророчеств Мирддина. Позднее эта работа была включена в обширный труд Гальфрида «История бриттов». Гальфрид Монмутский относит время жизни Мерлина к более раннему периоду, делая его современником Аврелана Амврозия и короля Артура. Автор часто переносит события жизни Аврелиана на Мерлина. Позже Гальфрид написал «Краткое жизнеописание Мерлина», основываясь на ранних валлийских легендах о Мирддине Виллте, но книга не завоевала популярности, так как противоречила версии, изложенной в «Истории бриттов».